# Dagobert Krause
Dagobert Krause (* 29. Dezember 1926 in Angermünde; † 12. Juni 2009 in Hamburg) war ein deutscher  Gewerkschafter, der als internationaler Vertreter der DDR-Gewerkschaft FDGB fungierte.
Er wurde als fünftes von sieben Kindern des Gärtners Hermann Krause und seiner Frau Ernestine Krause geboren. Nach dem Abschluss der achtjährigen Schule 1941 wurde er Jungpostbote, bevor er über den Arbeitsdienst zur Wehrmacht eingezogen wurde. Nach seiner Teilnahme am Zweiten Weltkrieg und der amerikanischen Gefangenschaft in Frankreich bis Ende 1947 erlernte er den Beruf eines Postangestellten in Angermünde.
1949 wurde er in die Zentrale Postgewerkschaft des Landes Brandenburg gewählt. Nach seinem Studium der Volkswirtschaft an der Gewerkschaftshochschule „Fritz Heckert“ in Bernau in den 1950er Jahren setzte man ihn ab 1960 wegen seiner Französischkenntnisse in der internationalen Organisation des FDGB ein.
Im Jahre 1964 wurde er innerhalb des Weltgewerkschaftsbundes als Generalsekretär in die IVG öffentliche Dienste gewählt. Zu den wichtigsten Aufgaben gehörte der Aufbau von Kontakten zwischen den einzelnen nationalen und internationalen Gewerkschaftsverbänden. Er hatte gute Kontakte zum Gewerkschaftsvorsitzenden des FDGB Herbert Warnke, Georges Frischmann (Frankreich), Natan Gussinski (Sowjetunion) und dem Vorsitzenden der ÖTV Heinz Kluncker. Diese Tätigkeit führte er bis 1978 aus. 1975 ehrte man ihn mit dem „Vaterländischen Verdienstorden in Bronze“.
Danach betreute er innerhalb des FDGB die Kaderentwicklung im Bereich Öffentliche Dienste der nördlichen Bezirke der DDR bis zu seinem vorzeitigen Ausscheiden. Dieses Ausscheiden war durch persönliche Differenzen mit Harry Tisch begründet.
Krause starb im Alter von 82 Jahren. Einer seiner Brüder war Karl-Heinz Krause.